# Мийний жолоб

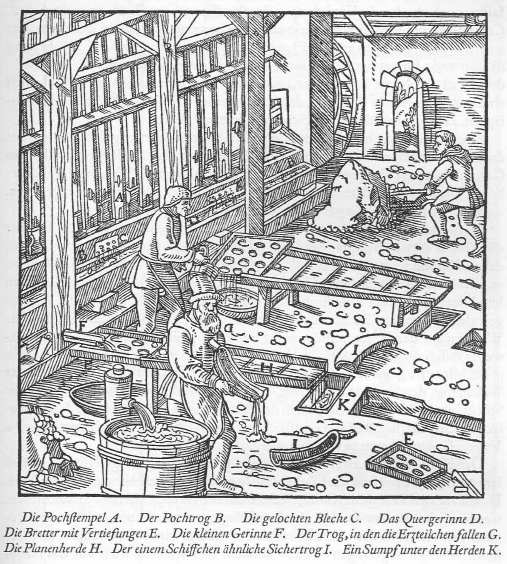
Промивні жолоби - рисунок з праці Георга Агріколи De Re Metallica (1556).

Мийний жолоб (рос. моечный желоб, англ. washer trough; нім. Waschrinne f, Waschtrog m) — найпростіший апарат гравітаційного збагачення корисних копалин, що призначений для виділення важких мінералів, промивання руд і вугілля.
Мийний жолоб використовують при збагаченні пісків, розсипів, легко- і середньопромивистих руд, вугілля великих і дрібних класів.
У вуглезбагаченні в Україні виведені з експлуатації в період 1960-1980-і років. До сьогодні епізодично використовуються в Китаї.
Являє собою плоске з невисокими бортами корито, що встановлюється з невеликим нахилом. Витрата води для промивки в М.ж. становить у залежності від властивостей матеріалу, що промивається, 5-30 м3 на 1 м3 породи. Ширина М.ж. для крупного вугілля 400—900 мм, для дрібного — до 400 мм. Продуктивність на 1 м ширини 70-100 т/год, витрати води 5-6 м3/т.
Схема збагачення в мийному жолобі звичайно передбачає циркуляцію промпродукту для забезпечення в М.ж. рівномірної за товщиною постелі. М.ж. застосовують рідко через низьку продуктивність.
Один з видів мийних жолобів — вашгерд.